# Chlorpromazine
Clorpromazine (CPZ), được bán trên thị trường dưới các tên thương mại Thorazine và Largeactil và các tên khác, là một loại thuốc chống loạn thần. Nó chủ yếu được sử dụng để điều trị rối loạn tâm thần như tâm thần phân liệt. Các ứng dụng khác bao gồm điều trị rối loạn lưỡng cực, rối loạn tăng động giảm chú ý, buồn nôn và nôn, lo lắng trước phẫu thuật và nấc cụt không cải thiện theo các biện pháp khác. Nó có thể đưa vào cơ thể bằng uống qua miệng, bằng cách tiêm bắp thịt hoặc tiêm tĩnh mạch.
Các tác dụng phụ thường gặp bao gồm các vấn đề về vận động, buồn ngủ, khô miệng, huyết áp thấp khi đứng và tăng cân. Các tác dụng phụ nghiêm trọng có thể bao gồm rối loạn vận động chậm với khả năng chuyển thành rối loạn vận động vĩnh viễn, hội chứng ác tính thần kinh và mức bạch cầu trong máu thấp. Ở những người lớn tuổi bị rối loạn tâm thần do sa sút trí tuệ, nó có thể làm tăng nguy cơ tử vong. Hiện không rõ liệu nó có an toàn để sử dụng trong thai kỳ hay không. Clorpromazine thuộc nhóm thuốc chống loạn thần điển hình. Cơ chế hoạt động của nó không hoàn toàn rõ ràng nhưng được cho là có liên quan đến khả năng của nó như một chất đối kháng dopamine. Nó cũng có đặc tính chống serotonergic và chống dị ứng.
Clorpromazine được phát hiện vào năm 1950 và là thuốc chống loạn thần đầu tiên. Nó nằm trong Danh sách các loại thuốc thiết yếu của Tổ chức Y tế Thế giới, loại thuốc hiệu quả và an toàn nhất cần có trong hệ thống y tế. Sự ra đời của nó đã được coi là một trong những tiến bộ lớn trong lịch sử tâm thần học. Nó có sẵn như là một loại thuốc gốc. Chi phí bán buôn ở các nước đang phát triển là từ 0,02 đến 0,12 đô la Mỹ mỗi ngày. Tại Hoa Kỳ, chi phí bán buôn là khoảng 7,80 đô la Mỹ mỗi ngày kể từ năm 2019.